# Henry Cliffe (Maler)
Henry Cliffe (* 1919 in Scarborough, (Yorkshire), England; † 1983 in Corsham, Wiltshire, England) war ein englischer Maler und Grafiker.

## Leben
Henry Cliffe studierte Malerei und Lithographie an der Bath Academy of Art in Corsham. Er unterrichtete selbst dort und leitete die Lithographie-Klasse von 1960 bis zu seiner Emeritierung im Jahr 1981.
Das frühe Werk von Cliffe zeigt sich sowohl vom Surrealismus als auch von der englischen Neo-Romantik in der Malerei der 1940er Jahre beeinflusst. In den 1950er Jahren werden die Arbeiten von Cliffe abstrakter. 1959 wird eine Lithographieserie, die das Verhältnis der menschlichen Figur zur Landschaft thematisiert, von der St George’s Gallery in London publiziert.
Henry Cliffes Arbeiten wurden in zahlreichen Ausstellungen weltweit gezeigt. Seine Lithographien waren – unter anderem – Bestandteil der International Biennial of Contemporary Colour Lithography in Cincinnati. Er war im Britischen Pavillon auf der Biennale von Venedig in den Jahren 1954 und 1960 vertreten. Er war Teilnehmer der documenta 2 1959 in Kassel.
Seine Arbeiten gehören unter anderem zu den Sammlungen des V&A Museum in London, des Cincinnati Art Museum, des Museum of Modern Art in New York, der City Art Gallery in Bristol und der University of Bristol.